# 小行星589
小行星589（589 Croatia）是一颗围绕太阳公转的小行星。1906年3月3日，奧古斯特·科普夫在海德堡描述了此天体。
在科普夫的同事马克斯·沃夫的建议下，小行星589以克罗地亚命名，以纪念克罗地亚首都萨格勒布的新天文台落成。
这颗小行星的绝对星等为9.0等。在发现时小行星589正位于室女座，视星等为12.5。

## 相关條目
- 小行星列表/10001-11000

## 外部連結
- Asteroid Lightcurve Database (LCDB) （页面存档备份，存于）, query form (info （页面存档备份，存于）)
- Dictionary of Minor Planet Names, Google books
- Discovery Circumstances: Numbered Minor Planets (10001)-(15000) （页面存档备份，存于） – Minor Planet Center
- 小行星589 at AstDyS-2, Asteroids—Dynamic Site
  - Ephemeris · Observation prediction · Orbital info · Proper elements · Observational info
- NASA JPL小天體瀏覽器上的小行星589

| 前一小行星： 小行星588 | 小行星列表 | 後一小行星： 小行星590 |